# Milford Track

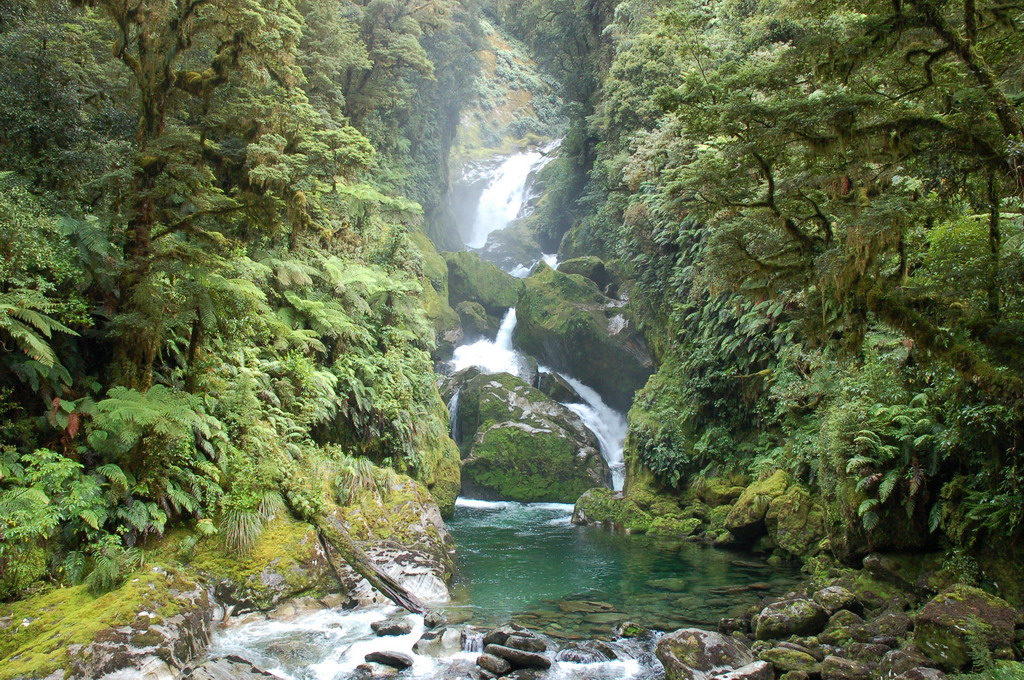
Vattenfall längs Milford Track.

Milford Track är Nya Zeelands mest kända vandringsled, belägen i Fiordland nationalpark på Sydön. Den börjar vid sjön Te Anau, slutar vid Milford Sound och är 53,5 km lång. Ledens högsta punkt är i Mackinnonpasset, 1 154 meter över havet. Omkring 8 000 personer vandrar leden varje sommar.